# Florentia (Jura)
Florentia war eine französische Gemeinde im Département Jura in der Region Bourgogne-Franche-Comté. Sie gehörte zum Arrondissement Lons-le-Saunier und zum Kanton Saint-Amour. Florentia ist ein Ortsteil der Gemeinde Val-d’Épy.
Die Gemeinde Florentia wurde am 1. Januar 2016 nach Val d’Épy eingemeindet. Florentia ist eine Commune déléguée mit 22 Einwohnern (Stand: 1. Januar 2019) innerhalb der neuen Gemeinde.
Die Nachbargemeinden waren Andelot-Morval im Norden, Val Suran mit Villechantria im Osten, La Balme-d’Épy im Süden, Val-d’Épy im Südwesten und Nantey im Westen.

## Bevölkerungsentwicklung
| Jahr      | 1962 | 1968 | 1975 | 1982 | 1990 | 1999 | 2006 | 2017 |
| --------- | ---- | ---- | ---- | ---- | ---- | ---- | ---- | ---- |
| Einwohner | 48   | 38   | 27   | 28   | 27   | 24   | 32   | 23   |

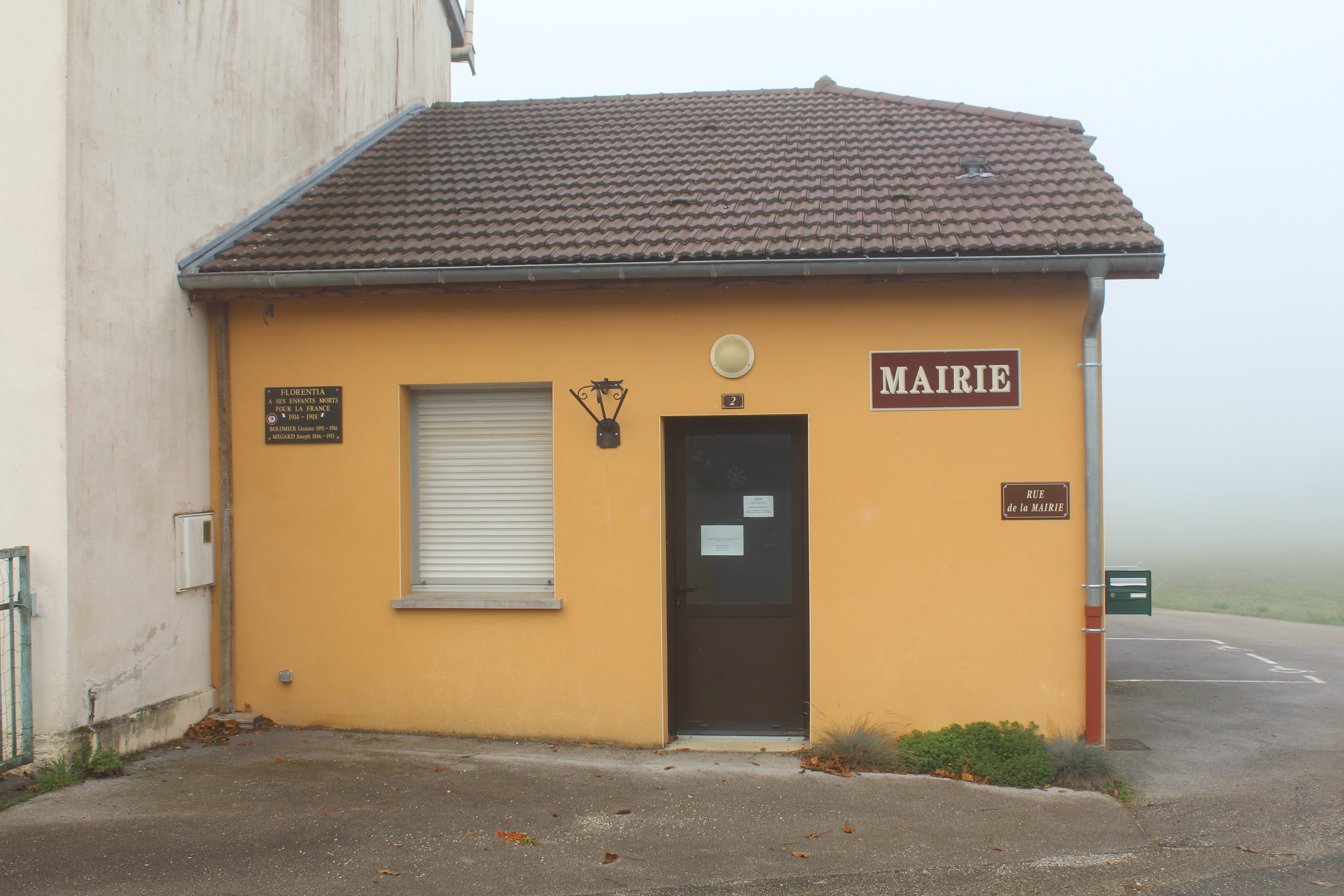
Ehemalige Mairie